# Пашский район
Пашский район — административно-территориальная единица в составе Ленинградской области, существовавшая с 1927 по 1955 годы.
Административный центр — село Пашский Перевоз.
Площадь территории — 1882 км² (по данным 1928 года). Население — 16 551 человек (1949 год; 20 076 чел. в 1926 году, 24 437 чел. в 1939 году, 14 494 чел. в 1945 году).

## Образование района
Пашский район образован 1 августа 1927 года одновременно с образованием Ленинградской области. В состав района были включены следующие административные едиинцы упразднённой одновременно Ленинградской губернии:
а) из Волховского уезда:
- Пашская волость полностью (21 сельсовет);

б) из Лодейнопольского уезда:
- из Луначарской волости — Сермакский и Рекинский сельсоветы[4].

Первоначально Пашский район был включён в состав Лодейнопольского округа. После ликвидации округов (постановление ЦИК и СНК СССР от 23 июля 1930 года) район был подчинён непосредственно областным органам.

## Административное деление
На момент образования района в его состав входили 23 сельсовета. После укрупнения, проведённого в 1928 году, их количество уменьшилось до 16:
- Волосовский
- Доможировский
- Загубский
- Карпинский
- Кириковский
- Кондежский
- Манихинский
- Николаевщинский
- Пашский
- Подбережский
- Рекинский
- Сермакский
- Свирицкий
- Часовенский
- Чуновский
- Шахновский

Указом Президиума Верховного Совета РСФСР от 26 декабря 1938 года населённый пункт Свирица отнесён к категории рабочих посёлков.
Указом Президиума Верховного Совета РСФСР от 16 июня 1954 года упразднены следующие сельсоветы Пашского района: 
 
1) Сермакский (присоединён к Доможировскому сельсовету); 
 
2) Шахновский (присоединён к Подбережскому сельсовету).

## Упразднение района
Район был упразднён Указом Президиума Верховного Совета РСФСР от 14 декабря 1955 года, его территория вошла в состав Новоладожского района. В настоящее время почти вся территория Пашского района входит в состав Волховского района, небольшая часть — также в состав Лодейнопольского района.